# Franz Spemann

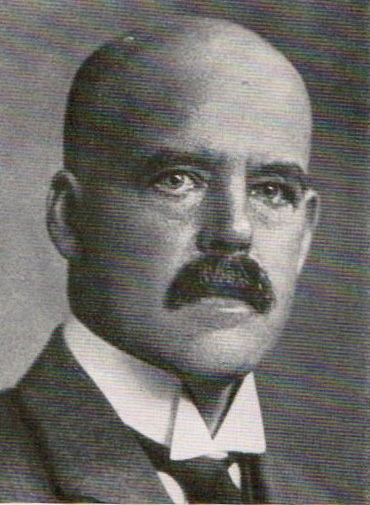
Franz Spemann (1926)

Franz Spemann (* 30. Januar 1877 in Stuttgart; † 1. März 1956 in Sindelfingen) war ein deutscher Schriftsteller und von 1914 bis 1934 Sekretär der Deutschen Christlichen Studentenvereinigung.

## Leben und Wirken

### Familie
Franz Spemanns Vater war der Verleger Johann Wilhelm Spemann. Franz Spemann war das fünfte von sechs Kindern. Seine Mutter war Maria Spemann, geb. Adriani (23. Januar 1849–27. Februar 1917), sie war die zweite Frau seines Vaters. Sein ältester Bruder war der Biologe und Nobelpreisträger Hans Spemann.
Seit dem 21. Juli 1906 war Franz Spemann mit Friederike Hertha Karoline von Wrangell verheiratet.

### Werdegang
Spemann studierte im Übergang vom 19. ins 20. Jahrhundert Musik in Berlin, Kunstgeschichte in Heidelberg und Theologie an der Universität in  Halle. Er war Literarhistoriker, Autor, Prediger und ehemaliger Pfarrer der Evangelischen Landeskirche. Zwischen 1901 und 1904 gab es einen Schriftwechsel mit dem Theologen Martin Kähler.
Spemann war ab 1914 Sekretär der Deutschen Christlichen Studentenvereinigung (DCSV). Er widmete Karl Heim, Professor der Theologie an der Universität Tübingen, Edmund Jeremias, Staatsfinanzrat in Dresden und Paul Zander, leitender Arzt am Krankenhaus Elisabethstift in Darmstadt, sein Buch Theologische Bekenntnisse im Sommer 1929 in Dresden, als seinen Freunden. Reinold von Thadden widmete er seine Schrift Karl Heim und die Theologie seiner Zeit im Jahre 1932 „in dankbarer Freundschaft“. 1949 gab Hanns Lilje ein Buch heraus, in dem Franz Spemann ein Zeugnis der Begegnung mit dem Theologen Martin Kähler schilderte. 
Franz Spemann bekannte sich als DCSV-Funktionär zum Nationalsozialismus.

## Schriften
- Von der Renaissance zu Jesus. Bekenntnisse eines modernen Studenten. Verlag J. F. Steinkopf, Stuttgart, 5. Aufl. 1904
- Jesus im 20. Jahrhundert. 2. Auflage. Verlag von J. F. Steinkopf, Stuttgart 1907
- Landeskirche oder Religiöse Freiheit? 2. Auflage. Hermann Walther Verlagsbuchhandlung, Berlin 1907
- Jesus aus Galiläa. Eine Betrachtung. Verlag von J. F. Steinkopf, Stuttgart, 1. Aufl. 1908
- Das Bekenntnis zum Söhne Gottes. Verlag von Joh.Schergens, Bonn 1910
- Die unsichtbare Welt. 4. umgearb. Auflage, Verlag Gottlob Koezle, Chemnitz o. J.
- Idealismus und Christentum. Die Grenzen des künstlerischen und des ethischen Idealismus und der christliche Erlösungsgedanke Stimmen aus der deutschen christlichen Studentenbewegung, Heft 3. Furche-Verlag, Berlin 1920
- Jerusalem, Wittenberg und Rom. Beiträge zur religiösen Frage der Gegenwart. Furche-Verlag, Berlin 1920
- Die Seele des Musikers. Zur Philosophie der Musikgeschichte. Stimmen aus der deutschen christlichen Studentenbewegung, Heft 10. Furche-Verlag, Berlin, 1921
- Zur Philosophie der Geschichte. Stimmen aus der deutschen christlichen Studentenbewegung, Heft 18. Furche-Verlag, Berlin 1923
- Von Heinrich W. Riehl bis Oswald Spengler. Ein Beitrag zum Verständnis der Bibel in unserer Zeit.  Furche-Verlag, Berlin 1926.
- Harmonien und Dissonanzen – Von deutscher Musik und ihren geistigen Hintergründen. Stimmen aus der deutschen christlichen Studentenbewegung. Heft 59. Furche Verlag, Berlin 1928.
- Theologische Bekenntnisse, Erfahrungen und Studien. 2. Auflage, Furche-Verlag, 1929.
- Karl Heim und die Theologie seiner Zeit. Ein Beitrag zur dogmatischen Arbeit der Kirche. Verlag der Osianderschen Buchhandlung, Tübingen 1932.
- Aus meiner Studentenzeit, Erinnerungen und Ausblicke. Verlag von J. F. Steinkopf, Stuttgart 1937.
- Die protestantische Theologie der Gegenwart und das Neue Testament. 2. Auflage. Spener-Verlag, Marburg/Lahn 1939.
- Christus und unsere große Zeit. 2. erweiterte Auflage. Spener-Verlag, Marburg, 1940.
- Der Menschensohn und Seine Verborgenheit. Schriftzeugnisse 7. Folge. Bundes-Verlag, Witten/Ruhr 1949.